# Schildzeichen mit Gorgo-Mischwesen (Olympia B 4990)

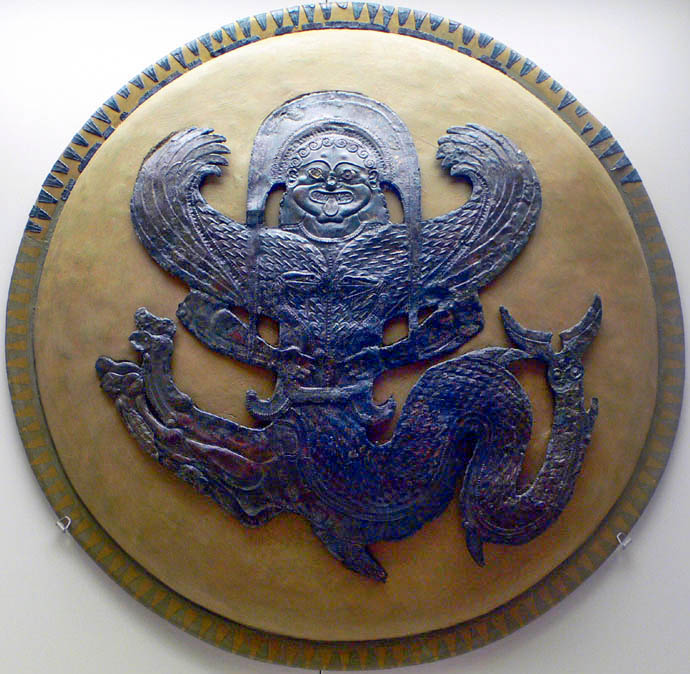
Rekonstruierter Schild mit dem Schildzeichen eines gorgonenhaften Mischwesens

Das Schildzeichen mit Gorgo-Mischwesen ist ein Schildzeichen aus der zweiten Hälfte des 6. Jahrhunderts v. Chr., das als Apotropaion auf einem Schild angebracht wurde. Es wurde bei Ausgrabungen in Olympia gefunden und befindet sich unter der Inventarnummer B 4990 im Archäologischen Museum Olympia. 
Schildzeichen mit ornamentalen oder Tier- und Pflanzendarstellungen sind bereits für das 8. Jahrhundert v. Chr. von Kriegsdarstellungen spätgeometrischer attischer Vasen und durch literarische Beschreibungen bekannt, später traten Gorgoneien und als Abwandlung davon Gorgonenhafte Mischwesen hinzu. Originale Schildzeichen aus der Archaik wurden hauptsächlich in Olympia gefunden, es handelt sich dabei um ausgeschnittene Bronzebleche, in die Zeichnungen getrieben oder graviert wurden. Mit den Veränderungen der griechischen Religion ab dem 6. Jahrhundert v. Chr. schwindet der Glaube an den Schutz der Apotropaia und damit der Schildzeichen, nach dem 5. Jahrhundert sind sie nicht mehr nachzuweisen.
Das Schildzeichen wurde 1960 in einem Brunnen im nördlichen Teil der Stadionanlage gefunden, es befand sich zur Zeit der Auffindung noch an Resten des Schildes. Es ist 68 cm hoch und ebenso breit, Reste des gezackten und mit einem Flechtband verzierten Schildrandes ermöglichten die Rekonstruktion des ganzen Schildes, der einen Durchmesser von 85,5 cm hatte. Das Mischwesen wurde aus zwei Blechen geschnitten, die am Ansatz des Unterleibs miteinander vernietet wurden, die schräg nach unten führenden Unterarme verbinden beide Teile optisch miteinander. Der Kopf entspricht der archaischen Darstellungsform der Gorgone Medusa, wie er üblicherweise auf Gorgoneien zu finden ist, der Unterleib und der Schwanz sind die eines Fisches oder Seeungeheuers, bei den Beinen handelt es sich um die eines Löwen und als weiteres Element ist die Figur mit Flügeln versehen. Dem Schildzeichen liegt eine Kreiskomposition zugrunde, deren Vorzeichnungen an manchen Stellen noch zu erkennen sind. Auf dem Kopf sitzt ein angedeuteter Helm, der nur durch den breiten Helmbusch als solcher zu erkennen ist, die Enden des Helmbuschs werden fast bis an den unteren Rand des oberen Blechs fortgeführt und sind wie der ganze obere Teil spiegelsymmetrisch. Die Augen bestanden aus einer nicht erhaltenen Einlage, in den Augenwinkeln, zwischen den Zähnen und auf der Zunge sind Reste einer korrodierten Farbeinlage zu erkennen, bei der es sich vermutlich um Zinnober handelt. Um die Bleche herum verläuft eine teilweise stark zerstörte Kante, die als Saum für die unregelmäßig in das Blech gebohrten oder geschlagenen Löcher diente, an denen die Figur mit Nägeln am Schild befestigt wurde.
Der genaue Herstellungsort des Stückes ist unklar, die Verbindung der verschiedenen Wesen und stilistische Übereinstimmungen legen als Herkunftsraum Großgriechenland nahe.